# Royal College of Science for Ireland
Royal College of Science for Ireland (dansk: "Det kongelige videnskabsakademi for Irland", irsk: Coláiste Ríoga Eolaícht Éireann) blev skabt som følge af en beslutning på den engelske finanslov (Her Majesty's Treasury) i 1865 om at fusionere en række videnskabelige institutioner som det irske industrimuseum, Regeringens statsakademi og endelig videnskabsakademier indenfor kunst og bjergværksdrift. Oprindelig lå det placeret 51 St. Stephens Green men rykkede i starten af det 20. århundrede ind på Royal College of Science i Merrion Street, en bygning opført af Sir Aston Webb der også lavede den ny facade på Buckingham Palace i London.
Dannelsen af RCSI var blevet til på baggrund af et parlamentarisk særligt nedsat undersøgelsesudvalg der anbefalede at der blev grundlagt et videnskabsakademi i Irland. Rosse-kommissionen anno 1866 kastede en skitse ud for det foreslåede akademi.
11. september 1867 lød hensigten bag dannelsen af et akademi således:
"Hensigten med Royal College of Science er at understøtte mulige fuldbragte instruktionslektioner der er anvendelige for fagkunst specielt gældende indenfor de felter der falder under kategorierne Bjergværksdrift, landbrug, ingeniørarbejde og manufaktur, og til støtte for de lokale lærere på fagskolerne"
Dets rolle var senere udvidet til at gælde "Bjergværksdrift, Ingeniørarbejde, Manufaktur, fysik samt naturvidenskab". RCSI havde førerrollen indenfor Bjergværksdrift, mineralogi, fysik, kemi, zoologi, botanik, geologi, anvendt matematik og mekanik, deskriptiv geometri samt ingeniørkundskab.
I 1926 blev RCSI en del af University College Dublin (UCD), hvor det blev fakultet for videnskab og ingeniørkunst ved UCD. I 1964 blev institut for Fysik, der var under det naturvidenskabelige fakultet, det første der rykkede fra Earlsfort-terrasserne til det nye campus i Belfield. 
Dets tidligere bygninger i Merrion Street er i dag en del af den irske regerings bygninger.
53°20′21.41″N 6°15′15.07″V / 53.3392806°N 6.2541861°V